# لامبورگینی ایسلرو
لامبورگینی ایسلرو (Lamborghini Islero) خودرویی است که در سال‌های ۱۹۶۸ تا ۱۹۶۹ تولید شده‌است.
این خودرو در کلاس خودرو اسپورت قرار گرفته است.
موتور آن ۳۹۲۹ سی‌سی سیستم جعبه‌دندهٔ آن دنده به صورت دستی است.